# 1992 CA2
1992 CA2 är en asteroid i huvudbältet som upptäcktes den 12 februari 1992 av de båda venezolanska astronomerna Orlando A. Naranjo och Jürgen Stock vid Observatorio Astronómico Nacional de Llano del Hato.
Asteroiden har en diameter på ungefär 4 kilometer.